# Židovský hřbitov v Mikulově
Židovský hřbitov v Mikulově patří k nejvýznamnějším židovským hřbitovům v České republice. Svým významem se řadí hned vedle hřbitovů na Starém městě pražském a v Kolíně, a je tedy jedním z nejstarších a nejdůležitějších židovských hřbitovů na Moravě. Od 3.5. 1958 je chráněn jako kulturní památka.

## Historie a popis hřbitova

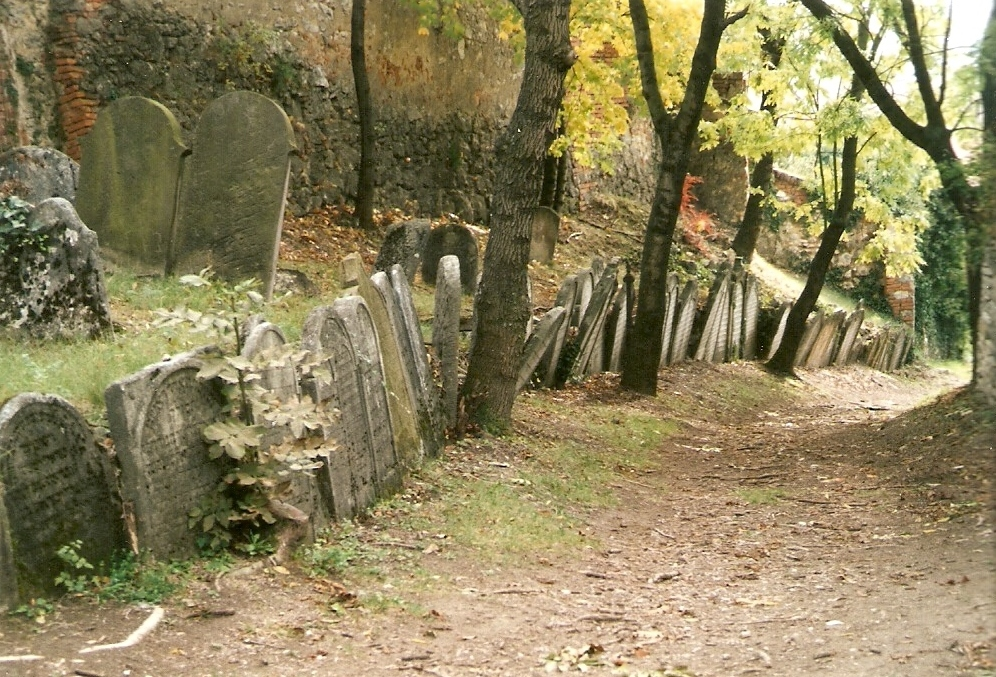

Hřbitov byl založen v polovině 15. století zhruba ve stejné době, kdy vznikla zdejší židovská obec. O jeho stáří svědčí poloha na severozápadním okraji bývalé židovské čtvrti, téměř na dosah od dnešního vnitřního města. Hřbitov, který se rozprostírá na západním svahu Kozího hrádku, má rozlohu 19 180 m2 a jeho poměrně nepravidelný tvar vypovídá o složitém historickém vývoji. Celý hřbitov chrání masivní zeď, která v některých místech dosahuje výšky 6–8 m. Tvoří ji kombinace místního bílého vápence a červených cihel, což je pro starou mikulovskou výstavbu dost typický způsob.

Nejznámější částí hřbitova je jeho centrální a nejdůležitější část, takzvaný rabínský vršek (Rabbonimplatz). Jedná se o vyvýšeninu, kde se nacházejí nejstarší náhrobky z počátku 17. století, dále hroby moravských zemských a místních rabínů a členů jejich rodin a náhrobky příslušníků nejbohatších mikulovských rodin.

Podél východní zdi vede takzvaná východní cesta. Na sever od rabínského vršku se rozkládá nejmladší část hřbitova, v jejíž západní části se nachází společný hrob maďarských Židů z roku 1945.

Návrší při vstupu na hřbitov zaujímá dětské pohřebiště.
Poslední pohřby se na mikulovském židovském hřbitově konaly na podzim roku 1945, kdy zde bylo pochováno 21 exhumovaných maďarských židovských vězňů zdejšího pracovního tábora, kteří byli 15. dubna 1945 povražděni nacisty. Posledními zesnulými, kteří byli pohřbeni na mikulovském hřbitově, byl Hanuš Spielmann (pohřeb se konal 21. 4. 1948) a Emil Stankiewicz (pohřeb se konal 5. 1. 1949).

## Obřadní a pamětní síň
Zděná brána s mřížemi v jižní části hřbitova je jediným vchodem a mimo otvírací hodiny hřbitova je uzamčená. Za ní stojí trojprostorová budova obřadní síně, postavená v roce 1898 v neorenesančním stylu podle projektu vídeňského architekta Maxe Fleischera (1841-1905). Stojí na nově nasypané plošině. Místy strmý svah byl tehdy zpevněn a severovýchodní partie hřbitova ohrazena náhrobky. V obřadní síni je památník mikulovských židů, se dvěma desítkami obřadních předmětů a s obrazovou a textovou dokumentací na panelech.

## Náhrobní kameny

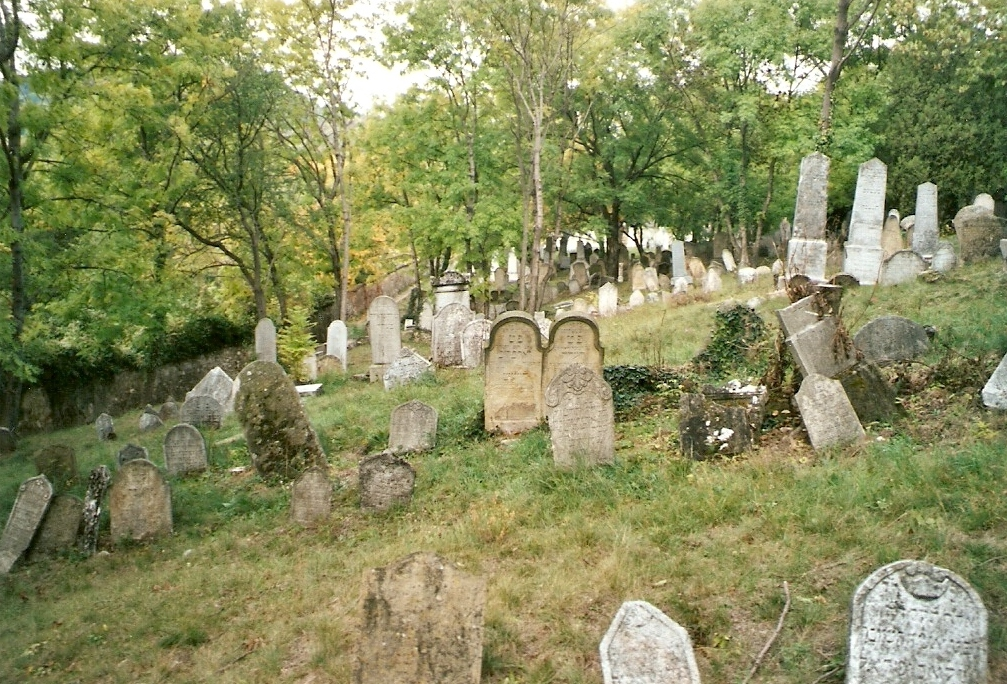

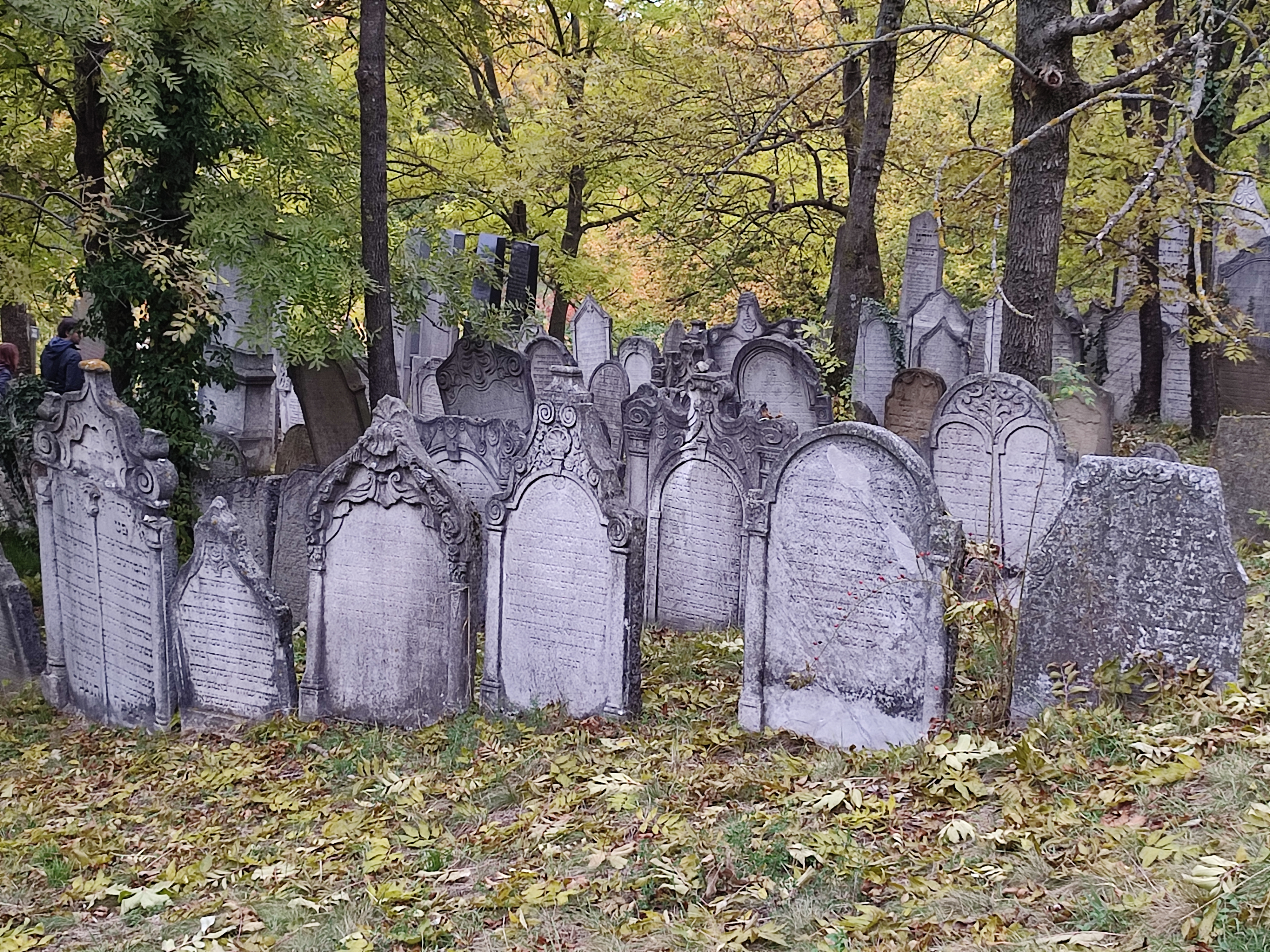
Část rabínského vršku

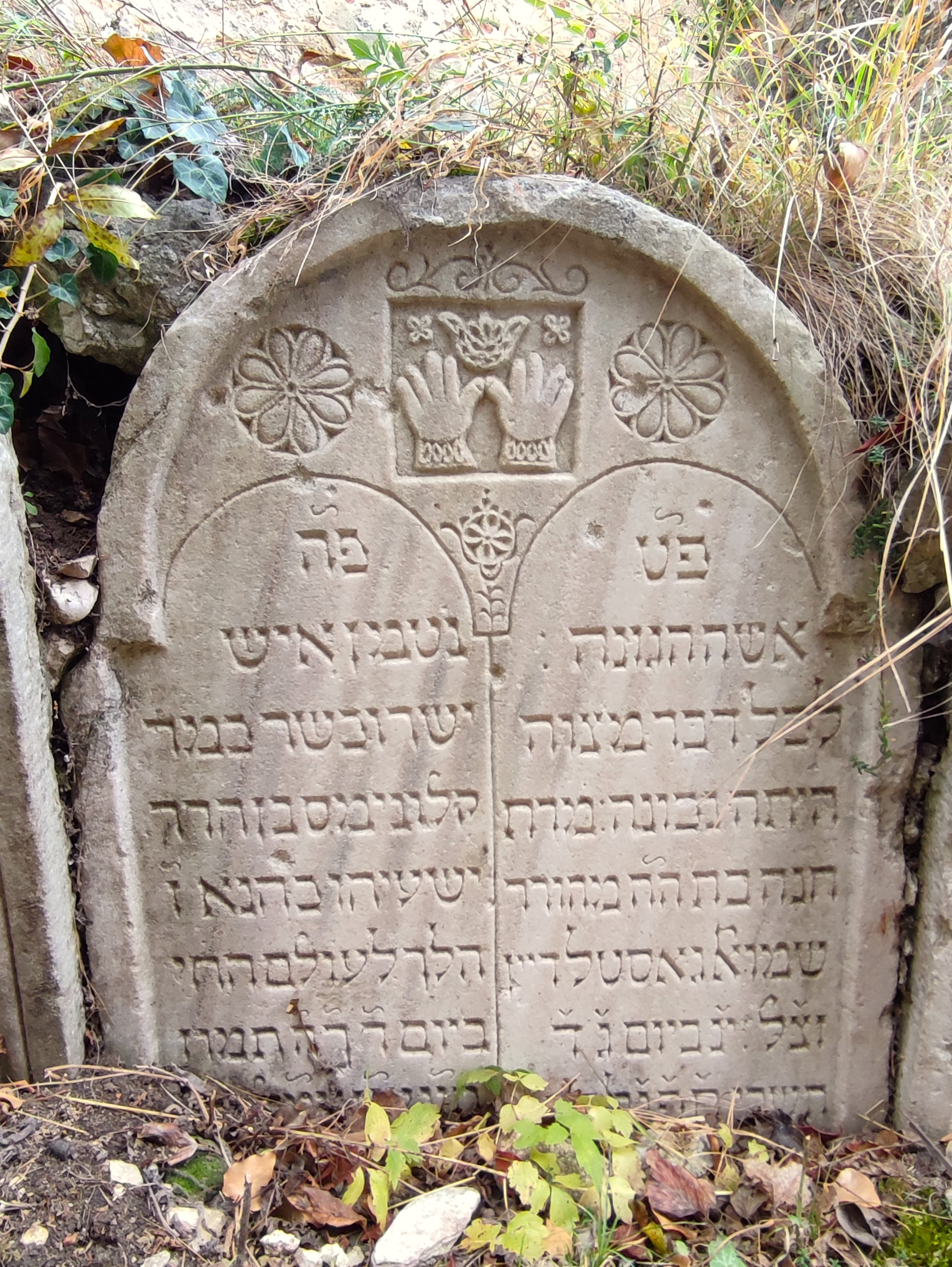
Kohenský náhrobek židovského hřbitova v Mikulově

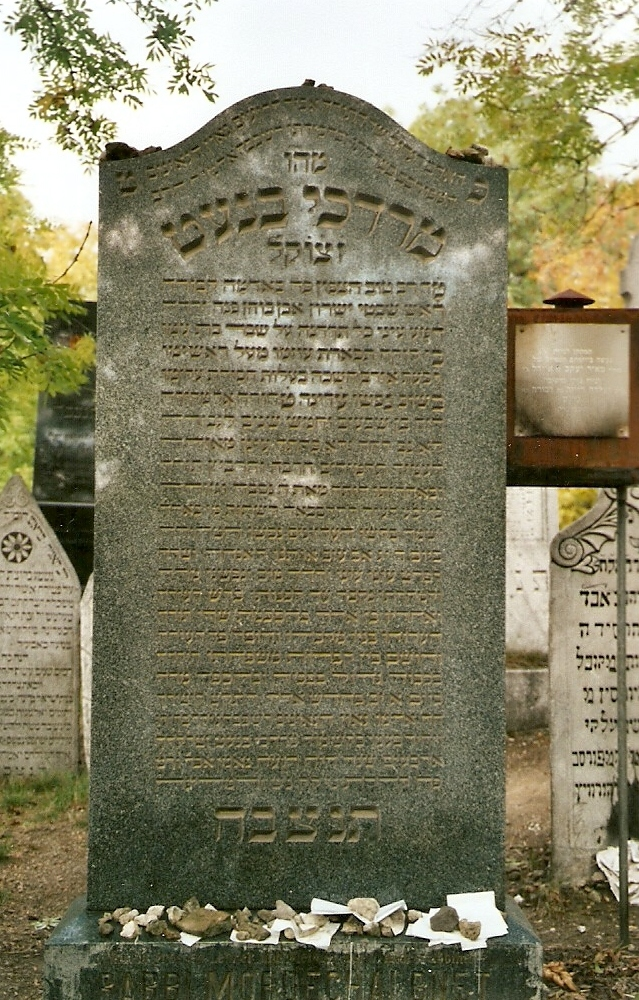
Náhrobek rabína Mordechaje Beneta

Na Moravě se náhrobní kameny (macevy) datované před rokem 1620 dochovaly pouze na třech židovských hřbitovech, a to v Ivančicích, v Tovačově a právě v Mikulově. Tato moravská města se tak řadí k českým městům s nejstaršími židovskými pohřebišti, tedy k Praze, Kolínu, Mladé Boleslavi, Brandýsu nad Labem, Roudnici nad Labem a k Stráži u Tachova.
Na ploše mikulovského židovského hřbitova se nachází několik tisíc dochovaných náhrobků. Jejich přesný počet je však odhadován různě. Jiří Fiedler uvádí číslo 2500, Jaroslav Klenovský až 4000. I pokud jde o nejstarší náhrobek se prameny rozcházejí. Jaroslav Klenovský a Jiří Fiedler jej datují rokem 1605, zatímco Jan Heřman uvádí rok 1618.

Náhrobky se nacházejí téměř po celé ploše hřbitova a tvoří nepravidelné řady orientované převážně východo-západním směrem. Jejich nápisy směřují většinou k jihu. Další řady hrobů z nejstarší doby se táhnou podél východní stěny hřbitova.

Nejstarší macevy z počátku 17. století se nacházejí v centrální vyvýšené části na tzv. rabínském vršku. Je zde asi 80 náhrobků v několika hustých řadách. Tyto náhrobní kameny, jež patří celé řadě moravských zemských a místních rabínů a příslušníkům nejbohatších mikulovských rodin, jsou zdejšími nejcennějšími náhrobky a tvoří pravděpodobně nejstarší jádro, kolem něhož se hřbitov postupně rozšiřoval. 

Nejstarší typ zdejších náhrobků představuje od první poloviny 17. století čtvercová či obdélná deska. Jde buď o plochý reliéf s pilastry po obou stranách, nad nimiž je oblouk s rytinami nebo ornamenty. Druhou variantou je orámovaná deska bez architektonických prvků. Do ní je vytesán další obdélník zakončený nahoře obloukem. Objevují se i jejich kombinace.

Méně častým tvarem je dvojice obdélných nahoře zaoblených desek Starého zákona.
Nejstaršími výzdobnými motivy ve štítu náhrobků jsou dvě kohenské žehnající ruce (kohanim), nebo konvice na vodu z levitské soupravy, symbol příslušníků kmene Levi, objevuje se také srdce nebo lsuneční kotouč.
V polovině 18. století se objevily raně barokní macevy, jež mají složitější tvary a bohatou plastickou výzdobu. Typicky mikulovskou ozdobou byla mušle. Náhrobky byly kromě toho zdobeny dalšími, často rostlinnými motivy a prvky. Během 2. třetiny 18. století začal převládat rokokový styl. Tvůrci těchto macev byli zřejmě ovlivněni výzdobou mikulovského zámku.

## Slavné osobnosti

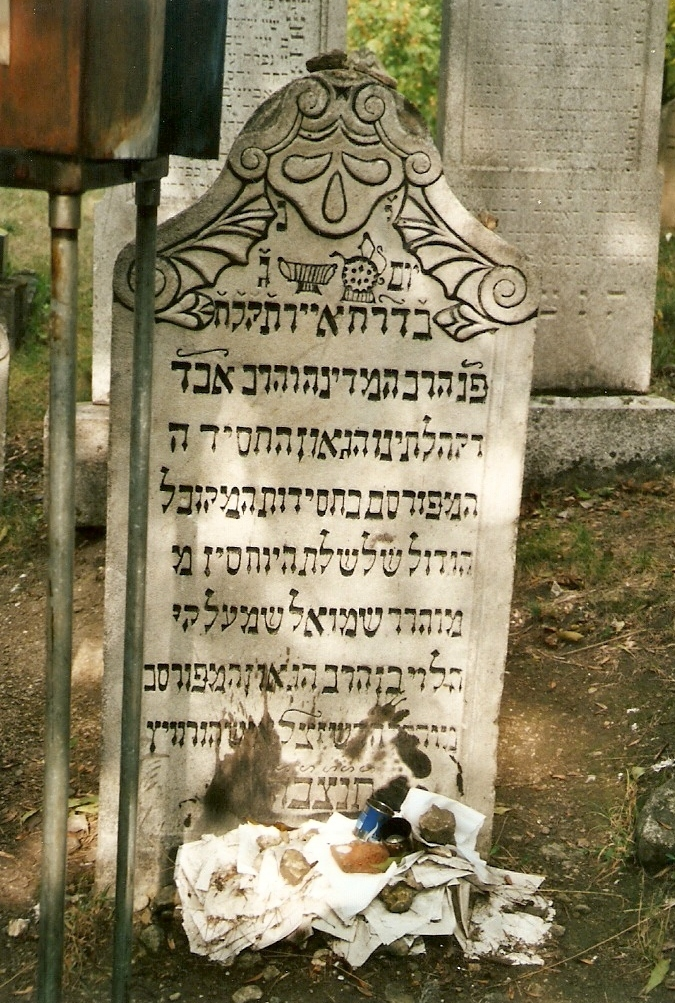
Náhrobek rabína Šmelkeho Horovice

Mikulovský židovský hřbitov není významný jen pro svou umělecko-historickou hodnotu, ale i tím, že vzhledem k významu města jakožto sídla zemského rabína reprezentoval Židovstvo celé Moravy. Z tohoto pohledu jsou významné hroby moravských zemských rabínů, jež se nacházejí na rabínském vršku.

Jsou to:

Jehuda Löb ben Obadja Eulenburg (zemř. 1618)

Petachjah ben Josef (zemř. 1637)

Menachem Mendl Krochmal (zemř. 1661)

Aron Jakob ven Jecheskel (Ezekiel) Charif (zemř. 1671)

Jehuda Arje Löb-Lev (zemř. 1684)

Eleazar Mendl ben Mordechaj Fanta (zemř. 1690)

Gabriel ben Jehuda Leb Eskeles (zemř. 1718)

Moses ben Aron Lwow-Lemburger (zemř. 1757)

Gerson ben Moses Pullitz-Pollitzer (zemř. 1772)

Šemuel Šmelke ha-Levi Horovic (1778)

Gerson ben Abraham Chajes (zemř. 1789)

Mordechaj ben Abraham Benet (zemř. 1830).